# Teluk Binjai (Dumai Timur)
Teluk Binjai is een bestuurslaag in het regentschap Dumai van de provincie Riau, Indonesië. Teluk Binjai telt 16.638 inwoners (volkstelling 2010).